# Me nguồn phạm hoàng hộ
Me nguồn phạm hoàng hộ (danh pháp hai phần Phyllagathis phamhoangii) là một loài thực vật có hoa hai lá mầm thuộc chi Me nguồn được các nhà khoa học Viện Sinh thái và Tài nguyên Sinh vật, Bảo tàng Thiên nhiên Việt Nam (Viện Hàn lâm Khoa học và Công nghệ Việt Nam), ĐH Peradeniya (Sri Lanka), Viện nghiên cứu Lâm sinh (Viện Khoa học Lâm nghiệp Việt Nam), Viện Thực vật Komarov (Nga) và Đại học Thủ Dầu Một tìm thấy trong một chuyến điều tra thực địa tỉnh Quảng Nam tháng 5/2011, công bố trên tạp chí Phytotaxa số 1, tập 314 ngày 21/7/2017.

## Phát hiện và đặt tên
Tên loài được đặt theo tên của giáo sư Phạm Hoàng Hộ (1931 - 2017), một tác giả của nhiều sách chuyên khảo về thực vật.